# 妮亞·埃文斯
妮亞·埃文斯（英語：Neah Evans，1990年8月1日—），英國單車運動員，她代表英國隊參加了日本舉行的2020年夏季奧林匹克運動會，並且在女子團體追逐賽上獲得銀牌。